# Champagne Supernova
"Champagne Supernova" é uma canção da banda britânica Oasis, composta por Noel Gallagher e cantada por seu irmão Liam. É a música de encerramento do álbum (What's the Story) Morning Glory?. Apesar de ter sido lançada como single apenas na Austrália, o videoclipe da música foi lançado nos canais musicais de todo mundo.
Uma das hipóteses é que Noel Gallagher criou o título quando confundiu o nome do álbum dos Pixies, Bossanova, enquanto assistia a um documentário sobre champanhe.[carece de fontes?] Outra versão da história é que "champagne supernova" é o ato de fumar maconha enquanto bebe-se champanhe.[carece de fontes?] No entanto, Gallagher disse que não faz ideia do que quis dizer com a canção. Mais tarde, Gallagher comprou uma casa no norte de Londres e a batizou de "Supernova Heights".
Porém, a hipótese mais aceita é a de que em 1995, após um show na Noruega, Liam e Noel teriam ficado encantados com um observatório do local, de onde é possível ver uma Supernova e, segundo os dois irmãos, ela é da cor "champanhe". Daí a justificativa do título quase-oficial da música.
Noel inventou a frase "Caught beneath the landslide" (em português, "Preso debaixo de um deslizamento de terra") quando viu um jarro de açúcar da marca Alessi Gianni na cozinha da casa de sua namorada.[carece de fontes?] Uma foto deste jarro se encontra no encarte do CD, como plano de fundo para a letra da própria música.
Noel disse em entrevista, em 2005, que ainda não sabe sobre o que a música fala, apesar de achar que possa ser sobre reencarnação.
Em uma entrevista por rádio para a BBC, Noel disse que o guitarrista Paul "Bonehead" Arthurs chorou durante as gravações da música, pela beleza da música. Essa história foi também fundamentada na afirmação de Ian Robertson, em seu livro Oasis: What's The Story?, que a primeira vez que Noel tocou a música para o resto da banda - uma versão acústica no ônibus da turnê - Bonehead chorou.
Paul Weller, ex-líder do grupo The Jam e amigo dos integrantes do Oasis, tocou a guitarra solo e fez parte dos vocais de apoio da música.
A música está presente na coletânea com os maiores sucessos do Oasis, Stop the Clocks.
Liam Gallagher interpretou a música no seu especial MTV Unplugged (Live at Hull City Hall), lançado em 2020.

## Versões alternativas
Um remix não oficial da música foi produzido por Brendan Lynch, e foi lançado como um lado b em um vinil promocional da música, também cover de Oasis, "Cum On Feel the Noize". Conhecido como "Lynchmob Beats Mix", esse remix foi relançado em material promocional para a coletânea do Oasis, Stop the Clocks.
Versões ao vivo da música foram lançadas nos discos ...There and Then e Familiar to Millions.
Uma versão 'limpa', sem os efeitos de onda do mar no começo da faixa, foi lançada no disco 'Assorted' - um CD gratuito que acompanhava a edição de janeiro de 1996 (Nº 112) da Revista Q.

## Covers
Angie Aparo gravou um cover de "Champagne Supernova" no álbum "The One With The Sun", lançado em 2003.
Ben Folds Five lançou um cover ao vivo de música como um lado b do single "Battle of Who Could Care Less". A performance, que aconteceu Londres, foi anunciada como uma música country e foi tocada de maneira exageradamente country.
A banca americana Matt Pond PA gravou um cover especialmente para o seriado de TV The OC.
O grupo de dance Urban Cookie Collective fez um cover dance da música, mas Noel Gallagher impediu seu lançamento.
The Early November tocou um cover da música ao fim da versão ao vivo de "No Good at Saying Sorry (One More Chance)".

## Listagem das faixas
- CD 663344 1

1. "Champagne Supernova" (Edição para o rádio) - 5:08
2. "Champagne Supernova" (Versão original) - 7:31
3. "Slide Away" - 6:29

## Paradas musicais
| País/Parada (1996)                                 | Melhor posição |
| -------------------------------------------------- | -------------- |
| Austrália (ARIA)                                   | 26             |
| Canadá (RPM Top Singles)                           | 11             |
| Canadá (RPM Adult Contemporary)                    | 46             |
| Canadá (RPM Rock/Alternative)                      | 1              |
| Nova Zelândia (Recorded Music NZ)                  | 16             |
| Estados Unidos (Billboard Radio Songs)             | 20             |
| Estados Unidos (Billboard Adult Alternative Songs) | 13             |
| Estados Unidos (Billboard Adult Top 40)            | 33             |
| Estados Unidos (Billboard Alternative Airplay)     | 1              |
| Estados Unidos (Billboard Mainstream Rock)         | 8              |
| Estados Unidos (Billboard Mainstream Top 40)       | 10             |